# Бундесрат
Бундесрат или Савезни савет је други дом парламента у Немачкој, а састављен је од 69 чланова који су представници федералних јединица и које одређују владе федералних јединица. Иако је ово у начелу федерални дом као у другим федерацијама, присутне су бројне специфичности. Пре свега, савезне земље немају једнак број представника, већ је он у зависности од броја становника сваке земље и варира од три до шест. 
Даље, представнике делегирају владе а не бирају гласачи. И као последња и највећа специфичност, представници имају императивни мандат и дужни су да гласају као целина за став своје регионалне владе. Генерално, одобрење Бундесрата је неопходно за све законе који се на неки начин тичу савезних земаља, њиховог уређења и овлашћења. Ово је временом све шире тумачено, тако да је сада одобрење Будесрата неопходно за око 60% закона у процедури. Основни проблем у пракси представља усаглашавање у оквиру делегација, када спорови често доводе до уздржаних гласова.

## Надлежности Бундесрата
Главна одлика немачког облика федерализма, када је у питању подела и извршење надлежности, је да владе појединих земаља директно учествују у одлукама које доноси савезна држава. Ово се постиже кроз рад Бундесрата. Бундесрат нема одређено време трајања мандата, и он такође не може бити распуштен. Његов састав варира у зависности од резултата избора у представничким телима немачких земаља.
Поред тога што функционише као противтежа Бундестагу и Савезној влади, Бундесрат остварује везу између савезне државе и земаља. Бундесрат представља и савезну државу у целини и 16 конститутивних земаља. С једне стране, Бундесрат је савезни уставни орган у савезној држави кроз који земље чланице могу директно да учествују у развоју политичких ставова савезне државе у одређеним политичким подручјима и на тај начин, у оквирима предвиђеним у Уставу, учествују у формулисању политичких циљева укупне националне државе. С друге стране, савезна држава преко Бундесрата може да искористи политичка и административна искуства федералних јединица и да, уз сагласност Бундесрата, прошири утицај свог деловања на њиховим територијама. То се постиже кроз предлоге закона, уредбама и општим административним надлежностима, као и индиректно преко Европске уније.
Основне надлежности Бундесрата су да:
1. учествује у законодавном процесу;
2. учествује у решавању државних административних питања;
3. учествује у доношењу одлука које се односе на ЕУ;
4. учествује у поступку именовања чланова Савезног уставног суда.

Стално саветодавно веће, који се састоји од шеснаест изасланика из земаља чланица федерације, подржава рад Председништва Бундесрата. Стално саветодавно веће пружа саветодавну подршку председнику и Председништву, а првенствено има важну улогу у пружању информација и координацији рада Бундесрата као и у остваривању сталних контакта са Савезном владом. Генерални секретар Бундесрата присуствује његовим седницама. Након седнице Савезне владе, члан Савезне владе редовно, сваке среде у недељи, обавештава Стално саветодавно веће о питањима о којима се расправљало и одлукама Савезне владе.